# Mert Hakan Yandaş
Mert Hakan Yandaş (Osmangazi, 19 de agosto de 1994) es un futbolista turco, que juega en la demarcación de centrocampista para el Fenerbahçe S. K. de la Superliga de Turquía.

## Selección nacional
Hizo su debut con la selección de fútbol de Turquía el 3 de septiembre de 2020 en un partido de la Liga de las Naciones de la UEFA contra Hungría que finalizó con un resultado de 0-1 a favor del combinado húngaro tras el gol de Dominik Szoboszlai.

## Clubes
| Club              | País    | Año       | Partidos | Goles |
| ----------------- | ------- | --------- | -------- | ----- |
| Yeşil Bursa S. K. | Turquía | 2012-2013 | 17       | 1     |
| Altınordu F. K.   | Turquía | 2013-2014 | 4        | 0     |
| 1928 Bucaspor     | Turquía | 2014-2016 | 60       | 34    |
| Menemenspor       | Turquía | 2016-2017 | 42       | 16    |
| Sivasspor         | Turquía | 2017-2020 | 72       | 13    |
| Fenerbahçe S. K.  | Turquía | 2020-     | 149      | 11    |

## Palmarés

### Títulos nacionales
| Título          | Club             | País    | Año  |
| --------------- | ---------------- | ------- | ---- |
| Copa de Turquía | Fenerbahçe S. K. | Turquía | 2023 |